# 暗黒家族 ワラビさん
『暗黒家族 ワラビさん』は、2021年7月6日よりスマートフォン向けの短尺動画アプリ「smash.」にて配信中のWebアニメ。smash.初のオリジナルアニメ作品となる。
日本のとある家族を舞台に、人間の二面性をテーマとしたブラックコメディ。

## 登場人物
森野ワラビ
声 - 三森すずこ
主人公。承認欲求の高い元グラビアアイドルで、美容整形をしている。
森野スギオ
声 - 山田孝之
ワラビの夫。元テレビディレクター。マッチングアプリをやっている。
丘田林平
声 - 玄田哲章
ワラビの父。既に死んでいるが成仏しておらず、家族の一員として生活している。
丘田フキ
声 - 増山江威子
ワラビの母。流行りに敏感なアクティブシニアで、ミーハー。
丘田タケオ
声 - 花江夏樹
ワラビの弟。大学生。迷惑系YouTuberをやっているが、人気はない。
丘田ナメコ
声 - 大久保瑠美
ワラビの妹。女子高生。マイルドヤンキーの先輩と付き合っている。
森野クリ
声 - 上田麗奈
ワラビとスギオの息子。IQ150の天才幼稚園児で、唯一の常識人。

## スタッフ
- 原案・脚本 - 竹村武司[1]
- 企画プロデュース - 金永振、八木嘉教
- 企画協力 - 小杉紗恵子
- キャラクター原案 - シャシャミン
- 音楽 - YUPPA
- プロダクション - ODDJOB
- 暗黒家族 ワラビさん プロジェクト - SHOWROOM、indi

## 各話リスト
| 話数  | 作品NO. | サブタイトル         | 演出   | 配信日        |
| ----- | ------- | -------------------- | ------ | ------------- |
| 第1話 | 001     | これが私の家族です   | 上野勇 | 2021年 7月6日 |
| 第2話 | 059     | 山田孝之、逮捕される | 上野勇 | 2021年 7月6日 |